# EXAFS
La spectroscopie EXAFS (Extended X-Ray Absorption Fine Structure) est une technique d'analyse de spectrométrie d'absorption des rayons X utilisant principalement le rayonnement synchrotron. Elle apporte des informations sur l'environnement atomique d'un élément donné. Contrairement à des méthodes telles que la diffraction de rayons X (XRD) qui nécessitent une structure régulière du matériau, la spectroscopie EXAFS est applicable dans tout type de milieu : solide, liquide, gaz et interfaces.
Elle est généralement couplée avec la technique XANES (X-Ray Absorption Near Edge Structure).

## En pratique
L'échantillon est éclairé par un faisceau de rayons X dont on fait varier l'énergie. Lorsque le rayonnement X correspond à l'énergie de transition d'un électron depuis un niveau du cœur de l'atome vers un niveau du continuum, on observe un seuil d'absorption correspondant à l'éjection d'un électron. La région proche du maximum d'absorption est celle du XANES et est caractéristique de l'état électronique de l'élément. S'étendant sur plusieurs centaines d'électron-volts après le seuil, des oscillations sont observées, correspondant à la région de l'EXAFS. Ces oscillations contiennent des informations sur la distance entre l'atome excité et ses premiers voisins dans l'échantillon, ainsi que sur la nature de ces premiers voisins.

## Explication théorique du phénomène
Ces oscillations proviennent du phénomène suivant : de par la dualité onde-particule, le photo-électron sortant de l'atome excité peut être vu comme une onde sphérique. Cette onde est diffractée par les atomes environnants, qui, d'après le principe de Huygens-Fresnel, vont émettre chacun une onde sphérique qui interfère avec l'onde incidente. 
En conséquence, on observe des variations de l'absorption, variations dont la longueur d'onde dépend de la nature des atomes voisins, de leur distance et, dans certains cas, de leur nombre et des angles qu'ils forment entre eux.
Le signal EXAFS correspond à l'état final d'interférence mettant en jeu la diffraction du photo-électron émis sous forme d'une onde sphérique de longueur d'onde
{\displaystyle \lambda ={\frac {2\pi }{k}}} (1), 
avec
{\displaystyle k={\sqrt {{\frac {2m}{\hbar ^{2}}}(E-E_{0})}}} (2).
{\displaystyle E} est l'énergie du photon incident et {\displaystyle E_{0}} la valeur d'énergie du seuil étudié.
La théorie de l'EXAFS a été formulée en une théorie de courte portée, monoélectronique et monodiffraction. Pour une énergie relativement élevée (60 eV) et pour un désordre thermique et statistique modéré, la modulation du taux d'absorption en EXAFS, normalisée par rapport à l'absorption due au "bruit de fond" est donnée par
{\displaystyle \chi (E)={\frac {\mu (E)-\mu _{0}(E)}{\mu _{0}(E)}}} (3).
Afin de relier {\displaystyle \chi } aux paramètres structuraux, il est nécessaire de convertir l'énergie {\displaystyle E} en vecteur d'onde du photo-électron {\displaystyle k} (Eq. 2). Cette transformation donne {\displaystyle \chi (k)}, 
{\displaystyle \chi (k)=\sum _{j}N_{j}S_{i}(k)F_{j}(k)e^{-2\sigma _{j}^{2}k^{2}}e^{-2r_{j}/\lambda (k)}{\frac {\sin(2kr_{j}+\phi _{j}(k))}{kr_{j}^{2}}}}.
avec
- {\displaystyle F_{j}(k)} l'amplitude de diffraction provenant de chacun des {\displaystyle N_{j}} atomes voisins de type {\displaystyle j} possédant un facteur de Debye-Waller de {\displaystyle \sigma _{j}} (afin de tenir compte des vibrations liées à la température et du désordre statistique) à une distance {\displaystyle r_{j}(E)}
- {\displaystyle \phi _{j}(k)} le déphasage total subi par le photo-électron
- {\displaystyle e^{-2r_{j}/\lambda }} lié aux pertes d'énergies inélastiques avec {\displaystyle \lambda } le libre parcours moyen du photo-électron
- {\displaystyle S_{i}(k)} le facteur de réduction d'amplitude dû aux effets d'interaction à plusieurs corps.

## Analyse des résultats
Si le XANES est utilisable directement sur le spectre d'absorption, l'EXAFS nécessite un traitement mathématique préalable : à la suite d'une extraction du spectre d'absorption, le signal EXAFS subit une transformation de Fourier sur laquelle apparaissent les différentes contributions des atomes environnant l'atome absorbeur. Celles-ci sont analysées après une transformée de Fourier inverse, l'analyse revenant en fait à leur simulation à l'aide de valeurs théoriques. Elle permet de déduire la distance de l'atome rétrodiffuseur et le nombre de ces atomes rétrodiffuseurs pour un atome absorbeur, équivalent à un nombre moyen de coordination.
Précisons que le XANES, mesurable à une fraction d'électron-Volt près, renseigne sur l'état d'oxydation de l'élément étudié, et dépend de la symétrie du champ électrique local autour de l'atome central. Le pic de pré-seuil correspond à la transition vers les premiers niveaux vides ou partiellement remplis, transitions autorisées ou non selon la symétrie ; l'intensité d'une transition peut être considérée comme une bonne signature de la symétrie autour de l'atome absorbeur. Ces transitions peuvent aussi faire apparaître des pics au maximum du seuil d'absorption.